# Serious Moonlight
Serious Moonlight — концертный фильм британского музыканта Дэвида Боуи, материал для которого был снят 12 сентября 1983 года в Ванкувере во время одноимённого турне. Фильм был выпущен на видеокассетах и лазерных дисках в 1984 году и на DVD — в 2006-м. Serious Moonlight включает большинство песен исполненных на концерте, хотя композиции «Star», «Stay», «The Jean Genie», «Red Sails» и «Modern Love» не были включены в релиз 1984 года из-за ограничения места на носителе; впоследствии песни не были восстановлены и для релиза 2006 года, хотя DVD-формат позволял это сделать.
Концертную версию (только аудио) «Modern Love», записанную 13 июля 1983 года на шоу в Монреале и первоначально выпущенную как би-сайд к одноимённому синглу, фигурирует на DVD 2006 года как фоновая музыка для фотогалереи.
Аудио из концертного фильма (с таким же списком композиций) были повторно использованы для релиза альбома Serious Moonlight (Live ’83), первоначально включенного в бокс-сет Loving the Alien (1983–1988) (2018), но спустя год — выпущенного отдельно; концертный альбом дополнительно включает вышеупомянутую концертную запись «Modern Love» в качестве финального трека.

## Список композиций
Все песни написаны Дэвидом Боуи, за исключением отмеченных.

### DVD
| №   | Название                                                   | Альбом                            | Длительность |
| --- | ---------------------------------------------------------- | --------------------------------- | ------------ |
| 1.  | «Introduction»                                             |                                   |              |
| 2.  | «Back in Anger» (Боуи, Брайан Ино)                         | Lodger                            |              |
| 3.  | «„Heroes“» (Боуи, Ино)                                     | «Heroes»                          |              |
| 4.  | «What in the World»                                        | Low                               |              |
| 5.  | «Golden Years»                                             | Station to Station                |              |
| 6.  | «Fashion»                                                  | Scary Monsters (and Super Creeps) |              |
| 7.  | «Let’s Dance»                                              | Let’s Dance                       |              |
| 8.  | «Breaking Glass» (Боуи, Деннис Дэвис, Джордж Мюррей)       | Low                               |              |
| 9.  | «Life on Mars?»                                            | Hunky Dory                        |              |
| 10. | «Sorrow» (Боб Фельдман, Джерри Голдштейн, Ричард Готтерер) | Pin Ups                           |              |
| 11. | «Cat People (Putting Out Fire)» (Боуи, Джорджио Мородер)   | Let’s Dance                       |              |
| 12. | «China Girl» (Боуи, Игги Поп)                              | Let’s Dance                       |              |
| 13. | «Scary Monsters (and Super Creeps)»                        | Scary Monsters (and Super Creeps) |              |
| 14. | «Rebel Rebel»                                              | Diamond Dogs                      |              |
| 15. | «White Light/White Heat» (Лу Рид)                          | White Light/White Heat            |              |
| 16. | «Station to Station»                                       | Station to Station                |              |
| 17. | «Cracked Actor»                                            | Aladdin Sane                      |              |
| 18. | «Ashes to Ashes»                                           | Scary Monsters (and Super Creeps) |              |
| 19. | «Space Oddity/Band introduction»                           | Space Oddity                      |              |
| 20. | «Young Americans»                                          | Young Americans                   |              |
| 21. | «Fame/End Credits» (Боуи, Джон Леннон, Карлос Аломар)      | Young Americans                   |              |

### Serious Moonlight (Live ’83)
| №   | Название                            | Длительность |
| --- | ----------------------------------- | ------------ |
| 1.  | «Look Back in Anger»                | 3:07         |
| 2.  | «"Heroes"»                          | 4:53         |
| 3.  | «What In The World»                 | 3:44         |
| 4.  | «Golden Years»                      | 3:31         |
| 5.  | «Fashion»                           | 2:43         |
| 6.  | «Let's Dance»                       | 4:34         |
| 7.  | «Breaking Glass»                    | 3:00         |
| 8.  | «Life on Mars?»                     | 4:07         |
| 9.  | «Sorrow»                            | 2:49         |
| 10. | «Cat People (Putting Out Fire)»     | 4:20         |
| 11. | «China Girl»                        | 5:27         |
| 12. | «Scary Monsters (And Super Creeps)» | 3:42         |
| 13. | «Rebel Rebel»                       | 2:24         |

| №  | Название                         | Длительность |
| -- | -------------------------------- | ------------ |
| 1. | «White Light/White Heat»         | 5:36         |
| 2. | «Station To Station»             | 8:58         |
| 3. | «Cracked Actor»                  | 3:58         |
| 4. | «Ashes to Ashes»                 | 3:51         |
| 5. | «Space Oddity/Band Introduction» | 6:32         |
| 6. | «Young Americans»                | 5:25         |
| 7. | «Fame»                           | 5:36         |
| 8. | «Modern Love»                    | 3:54         |

## Чарты
| Чарт (2019)      | Высшая позиция |
| ---------------- | -------------- |
| Венгрия (MAHASZ) | 36             |

| Чарт (1984)                    | Высшая позиция |
| ------------------------------ | -------------- |
| US Top Music Video (Billboard) | 10             |
| US Top VHS Sales (Billboard)   | 13             |

## Ricochet (дополнительный материал DVD 2006 года)
Выпущенный в 2006 году DVD Serious Moonlight также содержит документальный/концертный фильм Ricochet, в качестве дополнения, рассказывающий о жизни Боуи в Гонконге, Сингапуре и Бангкоке во время азиатской части гастролей одноимённого турне. Ранее документальный фильм впускался на VHS в середине 1980-х в урезанной версии, отдельно от самого концерта.